# Cinquedea

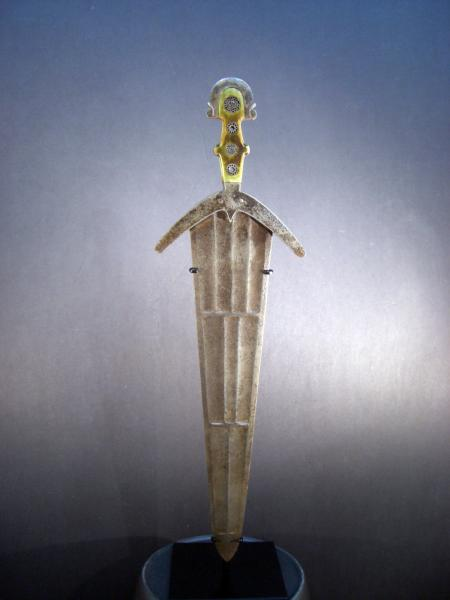
Cinquedea

Cinquedea je civilní krátký meč (či dlouhá dýka) původem z Itálie. Byla vyvinuta v severní Itálii a stala se velmi oblíbenou v období Italské renesance (15.-16. století).

## Parametry
Název znamená „pět prstů“ a vyjadřuje šířku čepele u záštity (nebo u verze bez záštity u konce jílce). Čepel byla vcelku masivní. Klasická verze na délku měřila v průměru okolo 45 cm (18 palců) a zužovala se k mírně zaoblenému hrotu. Jílec byl jednoduchý s malou hlavicí a záštita byla zahnutá směrem ke hrotu. Na čepeli bylo několik žlábků pro odlehčení zbraně. Široká čepel byla jako stvořená pro dekorativní leptání. Jednalo se spíše o zbraň sečnou. Tato zbraň byla dostupná v mnoha délkách (nejčastěji kolem 18in) od 10" do 28" (25-71cm). Menší verze byly nošeny namísto nože (u tasící ruky) větší pak v pochvě většího meče (na zádech). V malířství a sochařství je někdy zobrazována horizontálně u hýždě pro jednoduché vysunutí, které však nevzbuzovalo podezření (někteří lidé z vyšších vrstev si dávali ruku za záda). Cinqueda na rozdíl od ostatních dýk byla díky své stavbě schopna i např. useknout ruku, což je s klasickou úzkou dýkou naprosto nemožné.